# Travis Mahoney
Travis Mahoney (Box Hill, 24 juli 1990) is een Australische zwemmer.

## Carrière
Bij zijn internationale debuut, op de wereldkampioenschappen kortebaanzwemmen 2012 in Istanboel, eindigde Mahoney als zevende op de 200 meter rugslag en werd hij uitgeschakeld in de series van zowel de 200 als de 400 meter wisselslag. Samen met Tommaso D'Orsogna, Kyle Richardson en Kenneth To veroverde hij de bronzen medaille op de 4x100 meter vrije slag. Op de 4x200 meter vrije slag zwom hij samen met Tommaso D'Orsogna, Jarrod Killey en Robert Hurley in de series, in de finale sleepten D'Orsogna, Killey en Hurley samen met Kyle Richardson de zilveren medaille in de wacht. Voor zijn aandeel in de series ontving Mahoney eveneens de zilveren medaille.
Tijdens de Gemenebestspelen 2014 in Glasgow eindigde de Australiër als zesde op de 400 meter wisselslag. Op de Pan-Pacifische kampioenschappen zwemmen 2014 in Gold Coast eindigde Mahoney als zesde op de 200 meter wisselslag en als zevende op de 400 meter wisselslag, op zowel de 200 meter vrije slag als de 200 meter rugslag strandde hij in de series.

## Internationale toernooien
| Jaar | Olympische Spelen | WK langebaan  | WK kortebaan | PanPacs                                                                        | Gemenebestspelen   |
| ---- | ----------------- | ------------- | --- | ------------------------------------------------------------------------------ | ------------------ |
| 2012 | geen deelname     |               | 7e 200m rugslag · 10e 200m wisselslag · 9e 400m wisselslag · 4x100m vrije slag · 4x200m vrije slag · Mahoney zwom enkel in de series |                                                                                |                    |
| 2013 |                   | geen deelname | |                                                                                |                    |
| 2014 |                   |               | 3-7 december | serie 200m vrije slag serie 200m rugslag 6e 200m wisselslag 7e 400m wisselslag | 6e 400m wisselslag |

## Persoonlijke records
Bijgewerkt tot en met 6 november 2014
Kortebaan
| Afstand         | Tijd    | Datum             | Plaats    |
| --------------- | ------- | ----------------- | --------- |
| 100m vrije slag | 47,58   | 23 augustus 2013  | Sydney    |
| 200m vrije slag | 1.44,63 | 5 november 2014   | Adelaide  |
| 200m rugslag    | 1.51,68 | 16 december 2012  | Istanboel |
| 200m wisselslag | 1.55,11 | 14 september 2012 | Perth     |
| 400m wisselslag | 4.04,96 | 6 november 2014   | Adelaide  |

Langebaan
| Afstand         | Tijd    | Datum            | Plaats     |
| --------------- | ------- | ---------------- | ---------- |
| 100m vrije slag | 49,86   | 30 juli 2013     | Irvine     |
| 200m vrije slag | 1.49,77 | 21 augustus 2014 | Gold Coast |
| 200m rugslag    | 1.58,46 | 5 april 2014     | Brisbane   |
| 200m wisselslag | 1.59,79 | 24 augustus 2014 | Gold Coast |
| 400m wisselslag | 4.14,99 | 25 juli 2014     | Glasgow    |